# 25-мм зенитная пушка Тип 96
25-мм зенитная пушка Тип 96 — автоматическая зенитная пушка, разработанная в Японии на основе французского орудия фр. Mitrailleuse de 25 mm contre-aéroplanes фирмы «Гочкисс». Широко применялось японским флотом в годы Второй мировой войны, являлось основным лёгким зенитным средством флота. Использовалось в одинарных, спаренных и строенных установках, как на кораблях, так и на суше.

## История создания и конструкция

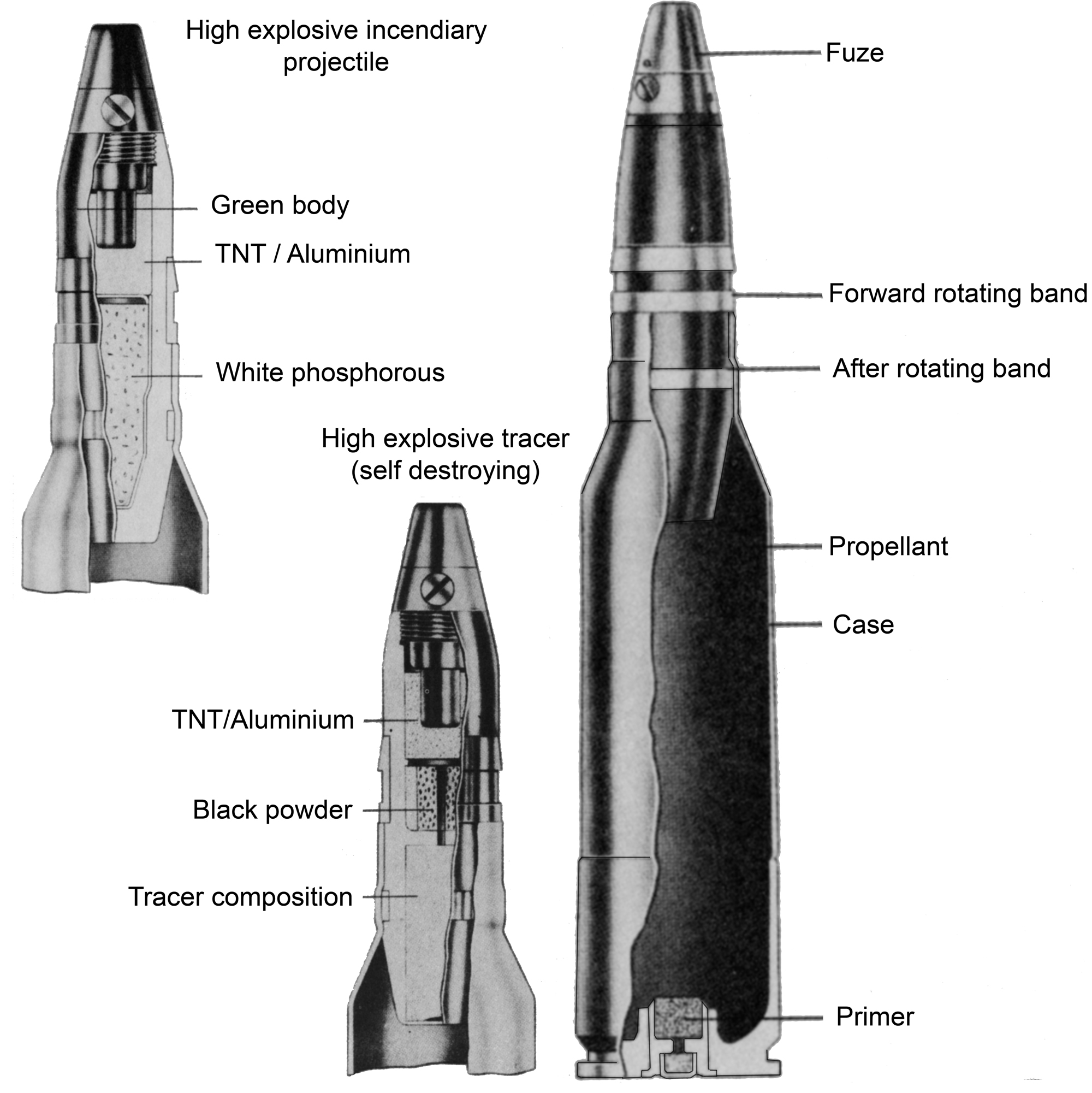
25-мм снаряд.

Орудие было разработано во Франции в начале 1930-х годов усилиями известной оружейной фирмы «Гочкисс». В 1934 году японский флот закупил небольшую партию этих орудий. Поскольку оно заметно превосходило устаревший зенитный автомат Vickers QF Mark II британской разработки, применявшийся тогда японским флотом для ближней ПВО кораблей, было принято решение о налаживании собственного производства французского орудия. Оно началось в 1936 году на морском арсенале в городе Йокосука.
Самым серьёзным отличием японского образца от оригинала стало оснащение пламегасителем немецкой фирмы «Рейнметалл» (нем. Rheinmetall). Питание автомата осуществлялось с помощью секторных магазинов на 15 патронов, вставлявшихся сверху. Данное решение существенно снижало практическую скорострельность.
Использовалось 4 типа снарядов:
- Бронебойный — 262 г.
- Осколочно-фугасный — 243 г.
- Зажигательный — 250 г.
- Трассирующий — 252 г.

Пушка производилась в одиночном, спаренном и строенном варианте, причём одиночная установка управлялась вручную. На крупных кораблях огонь строенных установок управлялся с директоров Тип 95, наведение осуществлялось дистанционно, а стрелкам лишь оставалось нажимать гашетку. Одиночные установки имели лишь местное управление.
Пушки имели высокую живучесть ствола — 12 000 выстрелов.

## Оценка орудия

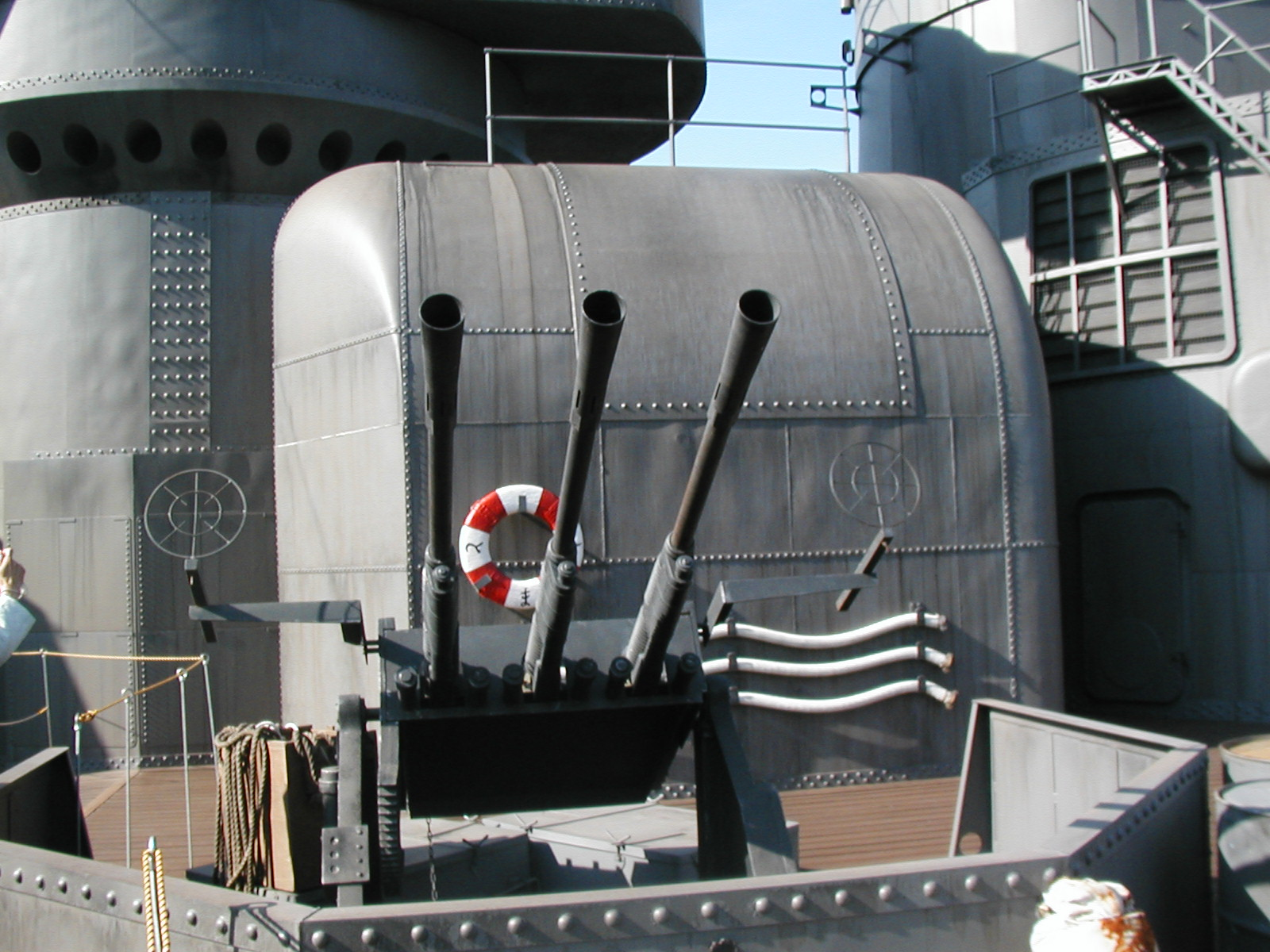
Строенный зенитный автомат Тип 96.

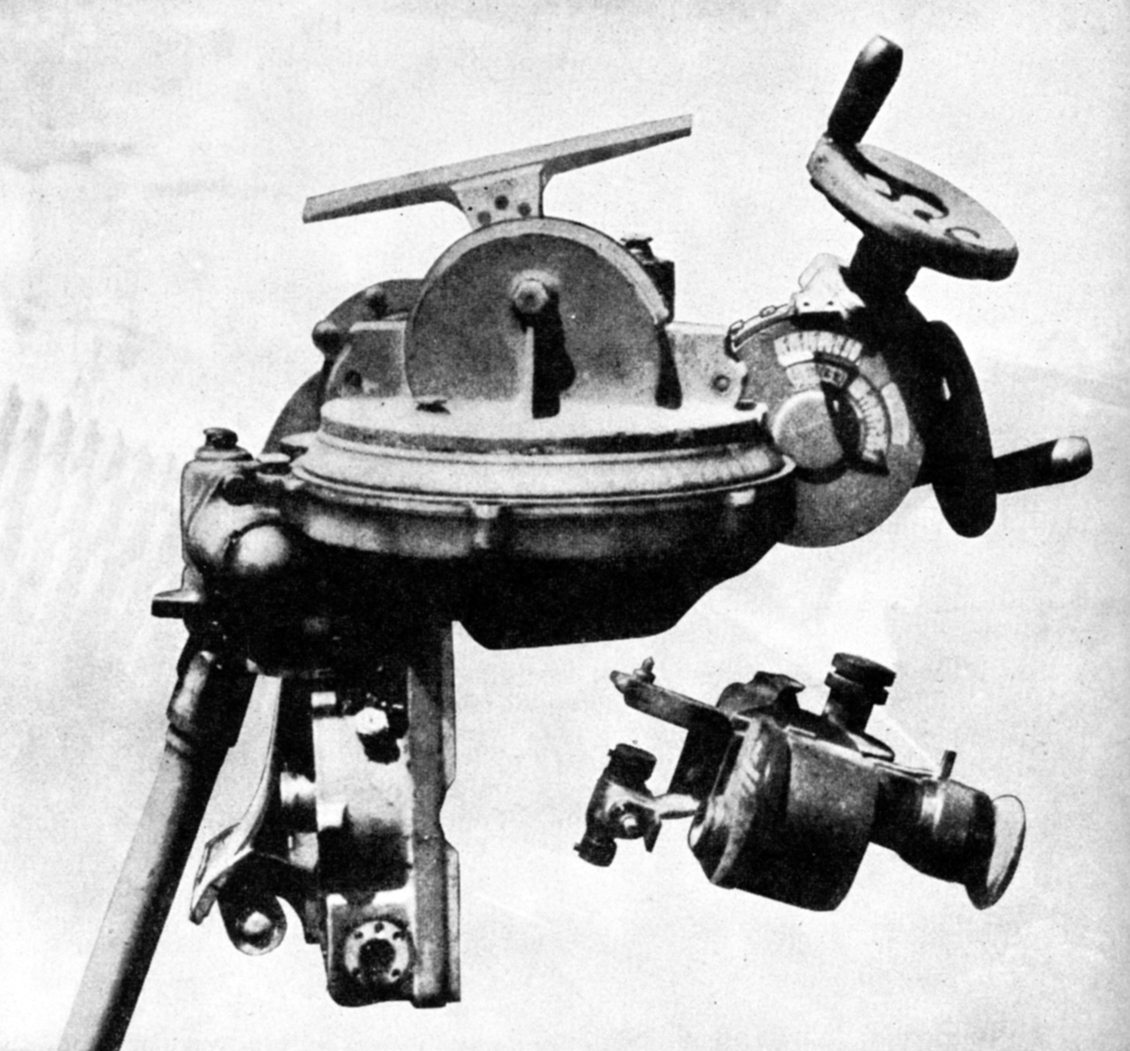
Механический прицел для строенного зенитного автомата Тип 96

Для первой половины войны на Тихом океане, 25-мм автоматы Тип 96 были вполне удовлетворительным оружием. Но в ходе войны на Тихом океане выявились и его недостатки. К числу минусов установки относились слишком малый вес снаряда и недостаточная дальность эффективного огня. Практическая скорострельность была невысока для такого калибра, а сами орудия сильно вибрировали при стрельбе. Ещё одним минусом являлось воздушное охлаждение стволов орудий, сокращавшее длительность непрерывной стрельбы. Системы управления зенитным огнём также оставляли желать лучшего, и их было явно недостаточно. Что касается одиночных автоматов, то они полностью отдавались на откуп расчёту, имевшему лишь примитивный механический прицел. В целом японский зенитный комплекс из 25-мм пушки и 13,2-мм пулемёта соответствовал современному ему американскому — из 28-мм автоматической пушки и 12,7-мм пулемёта будучи при этом легче и надёжней. Японцы хорошо стартовав и будучи впереди, не смогли выдержать нужного «темпа» и к концу войны оставались в отношении зенитной артиллерии на уровне 1941 года. За четыре года войны они её почти не усовершенствовали.
К концу войны, когда скорость самолётов выросла, стала ощущаться и относительно малая начальная скорость снарядов, осложнявшая стрельбу на предельных расстояниях, откуда старались атаковать противники. В результате, хотя к концу войны японские корабли несли огромное количество 25-мм орудий, их реальная эффективность была весьма низкой.
Зенитные автоматы американского флота к этому времени были более эффективным средствами ближнего действия, представленными швейцарскими 20-мм автоматами «Эрликон» и шведскими 40-мм «Бофорс». Первые превосходили японские орудия по скорострельности, вторые имели заметно большую дальность стрельбы и почти вчетверо (в 3,43…3,6 раза) более тяжёлый снаряд. Наличие весьма совершенных систем управления огнём для «Бофорсов» закрепляло их превосходство. Универсальный калибр японского флота сочетал в себе не достоинства двух американских, а их недостатки. То же самое можно было сказать и об американских 1,1"/75 Mark 1 (28-мм) зенитных орудиях.